# Mike Seamon
Michael Seamon (Rahway, 30 agosto 1988) è un ex calciatore statunitense, di ruolo centrocampista.

## Carriera
Ha giocato in MLS con i Seattle Sounders, con i quali tra il 2010 ed il 2012 ha inoltre disputato anche 8 partite nella CONCACAF Champions League.

## Statistiche

### Presenze e reti nei club
| Stagione                | Squadra                 | Campionato              | Campionato | Campionato | Coppe nazionali | Coppe nazionali | Coppe nazionali | Coppe continentali | Coppe continentali | Coppe continentali | Altre coppe | Altre coppe | Altre coppe | Totale | Totale |
| Stagione                | Squadra                 | Comp                    | Pres       | Reti       | Comp            | Pres            | Reti            | Comp               | Pres               | Reti               | Comp        | Pres        | Reti        | Pres   | Reti   |
| ----------------------- | ----------------------- | ----------------------- | ---------- | ---------- | --------------- | --------------- | --------------- | ------------------ | ------------------ | ------------------ | ----------- | ----------- | ----------- | ------ | ------ |
| 2010                    | Seattle Sounders        | MLS                     | 8          | 0          | USOC            | 3               | 0               | CCL                | 7                  | 0                  | -           | -           | -           | 18     | 0      |
| 2011                    | Seattle Sounders        | MLS                     | -          | -          | USOC            | 1               | 0               | -                  | -                  | -                  | -           | -           | -           | 1      | 0      |
| 2012                    | Seattle Sounders        | MLS                     | 1          | 0          | USOC            | -               | -               | CCL                | 1                  | 0                  | -           | -           | -           | 2      | 0      |
| Totale Seattle Sounders | Totale Seattle Sounders | Totale Seattle Sounders | 9          | 0          |                 | 4               | 0               |                    | 8                  | 0                  |             | -           | -           | 21     | 0      |
| 2013                    | Pittsburgh Riverhounds  | USL                     | 16+1       | 0          | -               | -               | -               | -                  | -                  | -                  | -           | -           | -           | 17     | 0      |
| Totale carriera         | Totale carriera         | Totale carriera         | 26         | 0          |                 | 4               | 0               |                    | 8                  | 0                  |             | -           | -           | 38     | 0      |

## Palmarès

### Club

#### Competizioni nazionali
- Lamar Hunt U.S. Open Cup: 2

Seattle Sounders FC: 2010, 2011